# Putnisit
Putnisit ist ein sehr selten vorkommendes Mineral mit der chemischen Zusammensetzung SrCa4Cr3+8(CO3)8SO4(OH)16·25H2O und ist damit chemisch gesehen ein wasserhaltiges Strontium-Calcium-Chrom-Sulfat-Carbonat mit zusätzlichen Hydroxidionen.
Putnisit ist durchscheinend und entwickelt nur kleine, pseudokubische Kristalle bis etwa 0,5 Millimeter Größe von violetter Farbe und wachsähnlichem Glanz auf den Oberflächen. Auf der Strichtafel hinterlässt Putnisit einen rosafarbenen Strich.

## Etymologie und Geschichte
Erstmals entdeckt wurde Putnisit 2011 während Minenarbeiten auf der Halbinsel „Polar Bear“ am Lake Cowan nahe der Stadt Norseman in Westaustralien. Wissenschaftlich beschrieben und publiziert wurde das Mineral 2014 von Peter Elliott, Gerald Giester, Ralph Rowe und Allan Pring, die es nach den australischen Mineralogen Andrew und Christine Putnis benannten, um deren hervorragenden Beiträge zur Mineralogie, insbesondere der Phasenumwandlung von Mineralen und mineralischen Oberflächenwissenschaften (vor allem Kristallwachstum und Auflösungsprozesse), zu ehren.
Typmaterial des Minerals wird in der Sammlung des South Australian Museum in Adelaide (Katalog-Nr. G33429) und im Canadian Museum of Nature in Ottawa (Katalog-Nr. CMNMC 86133) aufbewahrt.

## Klassifikation
Putnisit wurde erst 2012 als eigenständiges Mineral von der IMA anerkannt und 2014 publiziert. Eine genaue Gruppen-Zuordnung in der 9. Auflage der Strunz’schen Mineralsystematik, deren letzte Aktualisierung mit der Veröffentlichung der IMA-Liste der Mineralnamen 2009 vorgenommen wurde, ist daher bisher nicht bekannt.
Einzig in der zuletzt 2018 überarbeiteten Lapis-Systematik nach Stefan Weiß, die formal auf der alten Systematik von Karl Hugo Strunz in der 8. Auflage basiert, erhielt das Mineral die System- und Mineralnummer V/E.03-100. Dies entspricht der Klasse der „Nitrate, Carbonate und Borate“ und dort der Abteilung „Wasserhaltige Carbonate, mit fremden Anionen“, wo Putnisit zusammen mit Comblainit, Desautelsit, Fougèrit, Hydrotalkit, Karchevskyit, Mössbauerit, Pyroaurit, Reevesit, Sergeevit, Stichtit, Takovit und Trébeurdenit die „Hydrotalkitgruppe“ mit der Systemnummer V/E.03 bildet.

## Kristallstruktur
Putnisit kristallisiert im orthorhombischen Kristallsystem in der Raumgruppe Pnma (Raumgruppen-Nr. 62) mit den Gitterparametern a = 15.351(3) Å, b = 20.421(4) Å und c = 18.270(4) Å sowie 4 Formeleinheiten pro Elementarzelle. Das Volumen der Elementarzelle beträgt V = 5727(2) Å3.
Die Kristallstruktur von Putnisit besteht aus einem komplexen Netzwerk, das bisher weder bei anderen Mineralen noch bei synthetischen Verbindungen beobachtet wurde. Je acht Cr3+-Ionen stellen durch Koordination mit Hydroxid-Ionen (OH−) und Carbonat-Sauerstoffatomen (CO32−) Koordinationsokataeder dar, die über ihre Kanten zu einem symmetrischen und flachen Ring verbunden sind, in deren Zentren die Sr2+-Kationen liegen. Jeweils zwei der freien Ecken dieser Oktaeder sind über Dreiecke aus CO3 miteinander verknüpft, wobei vier der Dreiecke nach der positiven Richtung und vier nach der negativen Richtung der a-Achse ausgerichtet sind.

Jeweils vier der Ringstrukturen aus Cr-Oktaedern werden parallel der b- und c-Achse über ebenfalls vier Ca2+-Ionen verknüpft, wobei eine Carbonatgruppe dabei jeweils zwei Cr-Atome mit einem Ca-Atom verbrückt. Die übrigen Koordinationsstellen der Ca-Atome sind von Wassermolekülen besetzt und halten damit zusätzlich durch Wasserstoffbrücken das Kristallgitter zusammen. Es ergeben sich daraus schachbrettmusterähnliche Schichten, die senkrecht zur a-Achse gestapelt sind. Das enthaltene Kristallwasser ist zwischen den Schichten eingelagert. In den Kavitäten, die durch die vier Ca-Atome erzeugt werden, befinden sich freie OH−-Ionen. Die Sr2+-Ionen spannen ein zweifach erweitertes Antiprisma (16 Flächen) auf, wobei zwei sich gegenüberliegende Sr-Atome durch eine Sulfat-Gruppe (SO42−) in Richtung der a-Achse verbrückt sind. Durch diese Koordination entsteht aus den Ca-verbrückten Schichten von oktaedrischen Cr-Ringen ein dreidimensionales Netzwerk.
| Kristallstruktur von Putnisit |
| - Blickrichtung entlang der kristallographischen a-Achse - Blickrichtung entlang der kristallographischen b-Achse - Blickrichtung entlang der kristallographischen c-Achse - Animation der Elementarzelle von Putnisit |
| Farbtabelle: _ Sr 0 _ Ca 0 _ Cr 0 _ C 0 _ S 0 _ O und OOH 0 _ OH2O 0 _ H |

## Bildung und Fundorte
Putnisit bildet sich in vulkanischem Gestein. An seiner Typlokalität, der Halbinsel „Polar Bear“, trat er in einer Matrix aus Quarz und amorphem, chromhaltigem Silikatgestein auf.
Der bisher einzige weitere Fundort ist die Armstrong Mine etwa 30 km südwestlich Kambalda (Coolgardie Shire) in Westaustralien.